# غيوم كويلارد
غيوم كويلارد (بالفرنسية: Guillaume Couillard)‏ مواليد 10 ديسمبر 1975، هو لاعب كرة مضرب موناكي بدأ مسيرته كمحترف سنة 1995 يلعب باليد اليمنى. أعلى تصنيف له في الفردي كان المركز الـ 569 في سنة 2002، أعلى تصنيف له في الزوجي كان المركز الـ 839 في سنة 2002.

## روابط خارجية
- غيوم كويلارد على موقع رابطة محترفي التنس (الإنجليزية)
- غيوم كويلارد على موقع الاتحاد الدولي لكرة المضرب (الإنجليزية)
- غيوم كويلارد على موقع كأس ديفيز (الإنجليزية)
- غيوم كويلارد على موقع خلاصة التنس.كوم (الإنجليزية)